# Csaholc - Garbolc
Csaholc - Garbolc este o arie protejată (arie specială de conservare — SAC, sit de importanță comunitară — SCI) din Ungaria întinsă pe o suprafață de 4.054,45 ha, integral pe uscat.

## Localizare
Centrul sitului Csaholc - Garbolc este situat la coordonatele 47°58′28″N 22°48′54″E / 47.974444°N 22.815°E.

## Înființare
Situl Csaholc - Garbolc a fost declarat sit de importanță comunitară în mai 2004 pentru a proteja 22 de specii de animale. Situl a fost protejat și ca arie specială de conservare în februarie 2010.

## Biodiversitate
Situată în ecoregiunea panonică, aria protejată conține 7 habitate naturale: Păduri panonice cu Quercus petraea și Carpinus betulus, Pajiști aluvionare inundabile, de Cnidion dubii, Fânețe de joasă altitudine (Alopecurus pratensis, Sanguisorba officinalis), Păduri mixte riverane de Quercus robur, Ulmus laevis și Ulmus minor, Fraxinus excelsior sau Fraxinus angustifolia, de-a lungul marilor râuri (Ulmenion minoris), Păduri aluvionare cu Alnus glutinosa și Fraxinus excelsior (Alno-Padion, Alnion incanae, Salicion albae), Pajiști cu Molinia pe soluri calcaroase, turboase sau argilos-nămoloase (Molinion caeruleae), Fânețe montane.
La baza desemnării sitului se află mai multe specii protejate:
- amfibieni (1): buhai de baltă cu burta roșie (Bombina bombina)
- mamifere (1): vidră de râu (Lutra lutra)
- nevertebrate (13): Anisus vorticulus, croitorul mare al stejarului (Cerambyx cerdo), fluturele de noapte (Eriogaster catax), Gortyna borelii lunata, Hypodryas maturna, Isophya stysi, libelule (Leucorrhinia pectoralis), rădașcă (Lucanus cervus), fluturele purpuriu (Lycaena dispar), Maculinea teleius, Odontopodisma rubripes, Ophiogomphus cecilia, Unio crassus
- pești (6): avat (Aspius aspius), zvârluga (Cobitis taenia), romanogobio albipinnatus (Gobio albipinnatus), țipar (Misgurnus fossilis), boarță (Rhodeus sericeus amarus), Rutilus pigus
- reptile (1): țestoasa de baltă (Emys orbicularis)

Pe lângă speciile protejate, pe teritoriul sitului au mai fost identificate 1 specie de plante, 1 specie de mamifere, 7 specii de nevertebrate.